# Соосырв, Антс
А́нтс Соосы́рв — эстонский рэндзист и тренер, победитель командного чемпионата мира в составе сборной Эстонии (2008, 2014).

## Биография
Заниматься рэндзю начал в 1987 году. Из спортивных достижений: две серебряных медали чемпионатов Европы (2000, 2012), две бронзовых (1998, 2006). Стал чемпионом Европы в 2014 году. Пять раз Антс участвовал в финальной стадии чемпионата мира, заняв последовательно 6 место (1993), 10 место (1995), 5 место (1997), 5 место (1999), 7 место (2001). Также завоевал пять серебряных медалей командных чемпионатов мира в составе сборной Эстонии (1996, 2002, 2004, 2006, 2010) и две золотые (2008, 2014). Главный редактор журнала «Renju World» с 1999 по 2009 годы.